# Ron Crocombe
Ronald Gordon Crocombe (8 octobre 1929 – 19 juin 2009) est un universitaire des îles Cook, originaire de Nouvelle-Zélande, spécialiste du Pacifique Sud.

## Biographie
Ron Crocombe nait à Auckland en 1929. Dernier d'une famille de cinq enfants, il grandit dans une ferme à Piopio dans le District de Waitomo. Peu attiré par le travail agricole, il choisit d'aller faire des études secondaires au Collège d'Otahuhu d'Auckland, avant de poursuivre des études supérieures par correspondance. Il se rend pour la première fois aux îles Cook au début des années 1950 travaillant pour l'administration néo-zélandaise en tant que "resident agent" sur l'île d'Atiu. Cette expérience de terrain, lui permet d'entamer une carrière de chercheur. Il obtient ainsi une maîtrise en développement économique et psychologie culturelle à l'Université Victoria de Wellington, puis soutient en 1961 une thèse de doctorat intitulée "Land tenure in the Cook Islands" (La question foncière aux îles Cook) à l'Université nationale australienne. 
En 1962, il obtient un poste à Port Moresby en tant que Directeur de l'unité de Recherche néo-guinéenne toujours pour l'Université nationale australienne avant de rejoindre en 1969 l'Université du Pacifique Sud des Fidji comme responsable de l'Institute of Pacific Studies, formant un grand nombre des leaders actuels du Pacifique anglophone. Il y enseigne pendant plus de 20 ans, passant son temps entre Suva et Rarotonga où se trouvent ses attaches familiales. Pour sa retraite en 1989, il obtient le titre de Professeur émérite, lui permettant ainsi de continuer à encadrer des doctorants. 
Auteur de renommée internationale et prolifique jusqu'à la fin de ses jours, on lui doit une bonne centaine d'articles et plusieurs dizaines d'essais, dont un grand nombre continuent à faire référence. Très attaché aux îles Cook et ses habitants, il participe et aide également à l'édition de plusieurs ouvrages d'auteurs locaux qu'il n'ait de cesse à inciter à écrire sur leur histoire et leur culture que cela soit en anglais ou en maori des îles Cook. 
Il meurt le 19 juin 2009, d'une crise cardiaque dans le bus l'amenant à l'aéroport d'Auckland, alors qu'il rentrait à Rarotonga après un voyage aux îles Tonga. 
Marié depuis 1959 à Marjorie Tuainekore (née Hosking), également universitaire originaire de Rarotonga et d'Atiu, il est le père de quatre enfants Tata, Kevin, Sam et Narida.